# ჩ
ჩ（グルジア語: ჩინი、/tʃʰɪnɪ/）は、現行のグルジア文字の26番目の文字（正書法改正前は29番目）である。

## 使用
ジョージア語では無声後部歯茎破擦音の有気音[tʃʰ]を表す。記数法では数値1000を表す。
ジョージア国内のラズ語でも使用されている。トルコ国内で使用されているラズ語ラテン・アルファベットの「Ç」に対応する。アブハズ語（1937年から1954年まで）およびオセット語（1938年から1954年まで）のグルジア文字表記法でも使用されていたが、現在はキリル文字が主に使われ、「Ч」と記される。
ジョージア語のラテン文字化では「Č̕」または「Ch」「Chʼ」「Čʻ」と記す。グルジア語の点字では記号⠟（U + 281F）となる。

## 字形
| アソムタヴルリ | ヌスフリ | ムヘドルリ | ムタヴルリ |
| -------------- | -------- | ---------- | ---------- |
|                |          |            |            |

## 符号位置
| 文字 | Unicode | JIS X 0213 | 文字参照          | 備考           |
| ---- | ------- | ---------- | ----------------- | -------------- |
| Ⴙ    | U+10B9  | -          | &#x10B9; &#4281;  | アソムタヴルリ |
| ⴙ    | U+2D19  | -          | &#x2D19; &#11545; | ヌスフリ       |
| Ჩ    | U+1CA9  | -          | &#x1CA9; &#7337;  | ムタヴルリ     |
| ჩ    | U+10E9  | -          | &#x10E9; &#4329;  | ムヘドルリ     |